# Cataguases
Cataguases est une municipalité brésilienne de l'État du Minas Gerais et la microrégion de Cataguases.

## Personnalités liées
- Luiz Ruffato, écrivain brésilien, y est né en 1961.
- Guilherme, footballeur international russe, y est né en 1985.